# 거닝황금두더지
거닝황금두더지(Neamblysomus gunningi)는 남아프리카공화국에서 발견되는 황금두더지과의 작은 포유류이다. 2006년에 멸종 위기종으로 등록되었다. 산림 벌채 또는 산림 파괴, 가정에서 키우는 고양이와 개의 포식때문에 개체수가 줄어들고 있다. 땅을 파는 성질을 지닌 동물이며, 대부분의 시간을 땅 속에서 보낸다.